# Villarejo de la Peñuela
Villarejo de la Peñuela – gmina w Hiszpanii, w prowincji Cuenca, w Kastylii-La Mancha, o powierzchni 13,02 km². W 2011 roku gmina liczyła 25 mieszkańców.